# Aroazes
Aroazes là một đô thị thuộc bang Piauí, Brasil. Đô thị này có diện tích 816,609 km², dân số năm 2007 là 5922 người, mật độ 7,25 người/km².